# Gustavo III di Svezia
Gustavo III di Svezia (Stoccolma, 24 gennaio 1746 – Stoccolma, 29 marzo 1792) fu re di Svezia dal 1771 alla morte nel 1792.
Tra i maggiori sovrani del suo tempo e indubbiamente tra le più dotate figure di spicco della storia svedese, Gustavo III seppe reintrodurre in Svezia un governo monarchico forte e assolutistico che al Paese era mancato dalla morte di Carlo XII nel 1718. Con un colpo di Stato, infatti, egli seppe porre fine all'epoca della libertà svedese e promosse una campagna per rivalutare l'immagine e lo splendore della monarchia e dell'impero svedese, relegando il parlamento a compiti minoritari. Divenuto un despota illuminato, il suo utilizzo dei fondi pubblici in grandi somme portò a delle controversie sul suo governo.
I tentativi di sottomettere dapprima la Norvegia con l'aiuto della Russia e poi di riprendere le province del Baltico conducendo una guerra contro lo zar ricondussero in auge il mito della Svezia come grande potenza militare. Ammiratore di Voltaire, Gustavo III legalizzò il cattolicesimo e l'ebraismo nel suo regno e promosse riforme che avvantaggiarono il liberalismo economico, oltre alle riforme sociali e all'abolizione, in molti casi, della tortura e della pena capitale, sebbene permanesse una certa limitazione della libertà di stampa.
Sin dalle prime avvisaglie delle rivolte in Francia che preludevano alla Rivoluzione francese, Gustavo III si schierò con il partito monarchico a sostegno del re Luigi XVI, offrendo alla sua controparte francese l'appoggio solidale di un compagno d'arme e di un alleato politico. Venne assassinato da una cospirazione di nobili che inneggiavano al tirannicidio, anche se le vere motivazioni potevano essere anche altre di natura più privata.
Patrono delle arti e benefattore della letteratura, Gustavo III fondò diverse accademie, tra cui l'Accademia Svedese, creando anche un costume nazionale e dando inizio alle operazioni per la costruzione di un teatro regio. Nel 1772 fondò l'Ordine di Vasa come ricompensa per quanti si fossero distinti nello sviluppo dell'agricoltura, delle arti, delle scienze, delle tecnologie e del commercio.
A partire dal 1780 fu membro della massoneria.

## Biografia

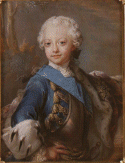
Gustavo III bambino, di Gustaf Lundberg

Era il figlio primogenito di Adolfo Federico di Svezia e Luisa Ulrica di Prussia, sorella di Federico il Grande. Nel 1718, in seguito alla caduta della monarchia assoluta, il potere passò nelle mani di un'oligarchia (il Consiglio degli Aristocratici), a sua volta dipendente dal Parlamento svedese. Gustavo venne educato sotto la guida di due tutori molto particolari, due uomini di stato molto influenti nella sua epoca: Carl Gustaf Tessin e Carl Fredrik Scheffer, anche se fu vicino al poeta e storico Olof von Dalin.
Salito al trono svedese alla morte del padre, nel 1772, Gustavo III tentò di rafforzare il proprio peso politico con una riforma governativa: questo portò a una monarchia assoluta. Il 16 marzo 1792 Gustavo III fu vittima di un attentato all'Haga Palace per opera di un ex capitano del suo reggimento reale (Jacob Johan Anckarström), mentre si preparava per un ballo mascherato. Ferito gravemente alla schiena da un colpo di pistola, morì il 29 marzo dello stesso anno.
Gli successe al trono Gustavo Adolfo IV.

### Personalità
Gustavo III, sovrano dalla personalità complessa e spesso contraddittoria, fu collezionista d'arte (in particolare neoclassica) e amante dell'Italia, del teatro e della letteratura. Fu un discreto drammaturgo e per le sue opere ideò anche scenografie e costumi. Interessato all'arte dei giardini e all'architettura, diede un nuovo volto alla sua capitale (a lui va il merito di aver creato lo stile neoclassico svedese).
Creò intorno a sé una corte culturalmente elegante, favorendo l'attività di letterati e fondando nel 1786 l'Accademia Svedese (una delle Accademie Reali della Svezia), che oggigiorno assegna il Premio Nobel per la letteratura. A Gustavo va dato anche il merito di aver creato, all'interno del Palazzo Reale di Stoccolma, il "Museo delle Antichità" o "Museo Reale" (l'attuale Museo nazionale di Stoccolma), il più antico museo svedese, che contiene opere classiche acquistate dal re nei suoi soggiorni in Italia negli anni 1783 e 1784.
Grazie al suo editto di Tolleranza fu possibile praticare altre fedi da quella luterana e fu creato per i cattolici il vicariato apostolico di Svezia eretto nel 1783 durante il suo viaggio in Italia che prevedeva anche una visita al papa Pio VI.

### La politica

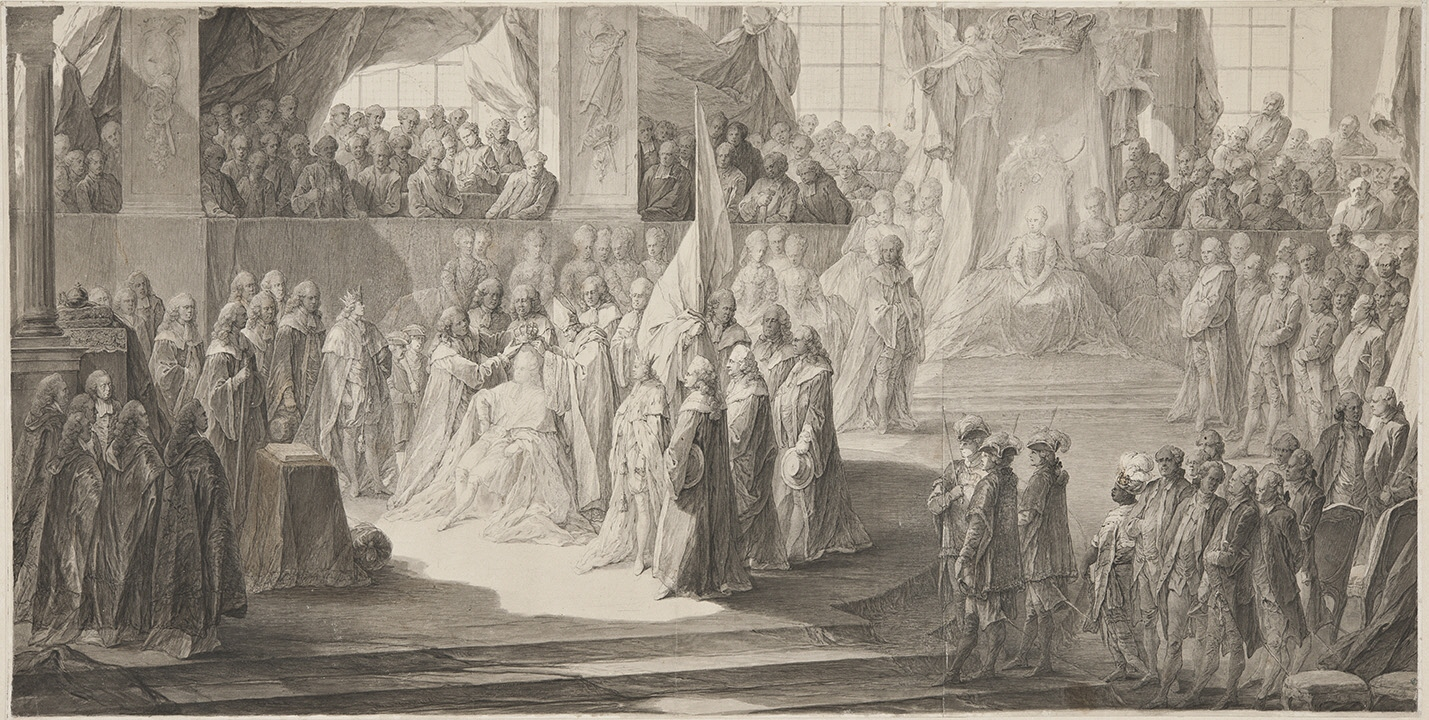
Incoronazione di Gustavo III

Gustavo, salito al trono nel 1772, era un volto già noto alla politica nazionale svedese, in quanto già a partire dal 1768 si era prodigato personalmente per la proclamazione di una dieta straordinaria che avrebbe dovuto riflettere sulle riforme da farsi sulla costituzione nazionale, optando sempre più in una direzione assolutistica della monarchia. "Il fatto che alcuni perdano le loro battaglie costituzionali non interessa poi tanto", scriveva Gustavo, "ma ciò che mi infastidisce è vedere la mia povera nazione che giace in una situazione di corruzione così dilagante da porla in totale anarchia."
Si sentiva pienamente legittimato a dover regnare sulla Svezia in maniera autonoma, in quanto egli discendeva attraverso la sua nonna materna dalla Casata dei Vasa, che comprendeva tra gli altri re Gustavo I di Svezia e Carlo X Gustavo di Svezia. Dal 4 febbraio al 25 marzo 1771 Gustavo si recò a Parigi, lasciando la corte e la nazione a sé stessa. Il suo viaggio nella capitale francese non era solo un mero piacere, ma anche una missione politica. Agenti confidenziali della corte svedese avevano già preparato il terreno per il suo arrivo, e il duca di Choiseul aveva richiesto un incontro con il monarca svedese per discutere una possibile alleanza tra Francia e Svezia in direzione anti-rivoluzionaria.
Prima della sua partenza, il governo francese si risolse a pagare annualmente un beneficio di mezzo milione di lire annue alla Svezia e il conte di Vergennes, uno dei grandi nomi della diplomazia francese, venne trasferito da Costantinopoli, dove si trovava in ambasceria, a Stoccolma. Durante il viaggio di ritorno Gustavo si recò anche in visita a suo zio, Federico il Grande, il quale si trovava nella sua residenza di Potsdam, il quale lo ripagò informandolo che egli personalmente con Russia e Danimarca si era fatto garante dell'integrità della costituzione svedese e gli consigliò caldamente di astenersi dall'uso della violenza, ma piuttosto di giocare la parte del mediatore nella spinosa questione.

### La rivoluzione

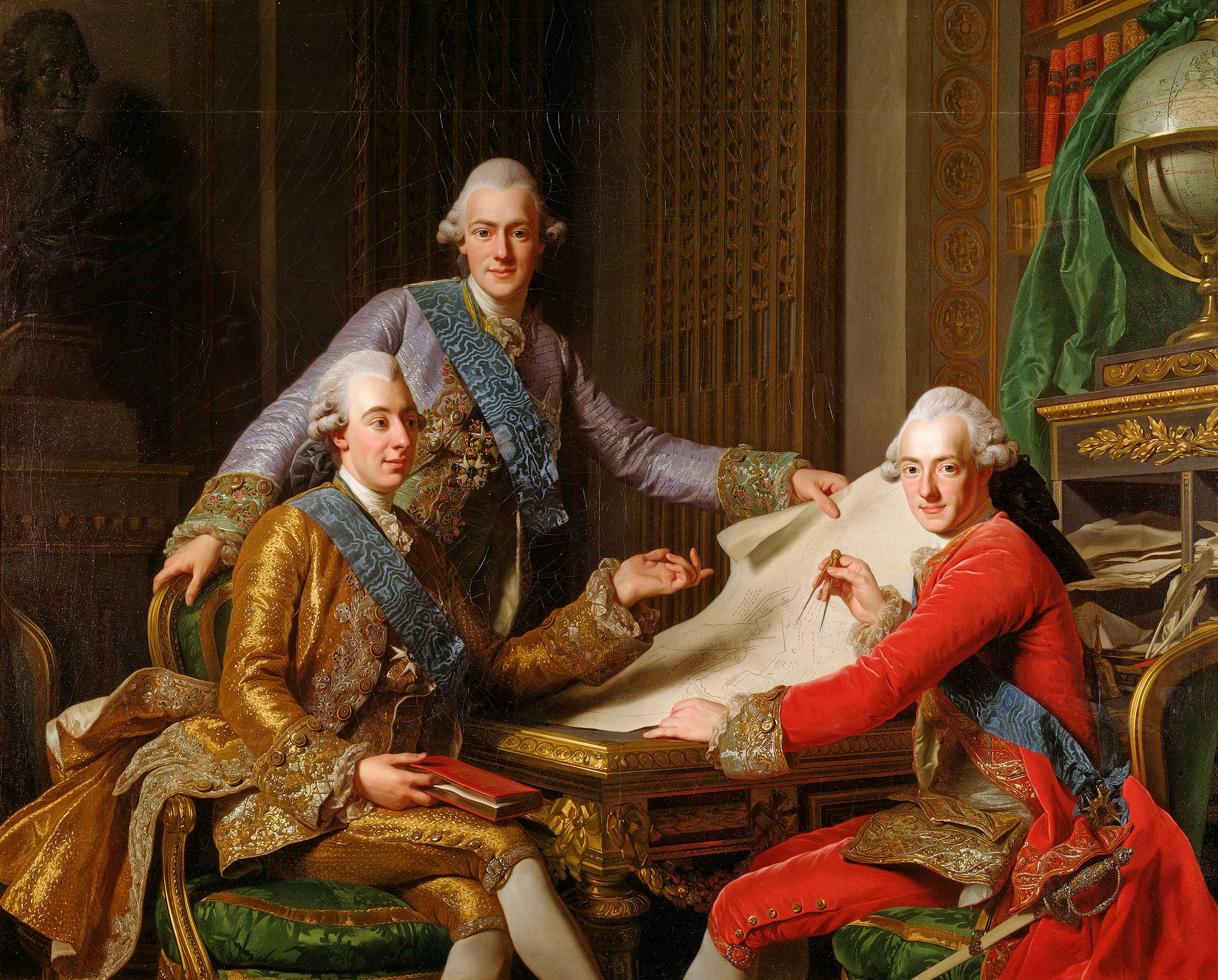
Gustavo III (a sinistra) e i suoi due fratelli, il principe Federico Adolfo (in piedi) e il principe Carlo, futuro Carlo XIII di Svezia. Ritratto di Alexander Roslin.

Al suo ritorno in Svezia Gustavo III tentò di mediare tra i partiti della madrepatria al fine di cercare un equilibrio che potesse consentirgli di attuare le sue riforme. Il 21 giugno 1771 egli aprì la prima seduta del parlamento sotto il suo governo, con un discorso dai toni forti: era la prima volta da più di un secolo che un re svedese apostrofava in tal guisa il parlamento di Svezia. Egli aveva richiamato tutti i partiti a sacrificare la loro animosità per il bene comune della nazione, ricordando loro che essi erano i "primi cittadini del popolo libero". Venne così formato un comitato di salvaguardia che in un primo tempo sembrò non rendere risultati e poi invece finì per essere sentito come un atto punitivo.
Il successivo tentativo del partito dominante di ridurlo a un roi fainéant (sovrano senza poteri) lo incoraggiò a considerare l'idea di una vera e propria rivoluzione. Sembrava ormai inevitabile che la Svezia dovesse soccombere nel grande "Sistema del Nord" auspicato dal vice-cancelliere russo conte Nikita Ivanovič Panin, il che nell'ottica dell'Impero Russo avrebbe portato alla degna conclusione degli antichi scontri tra le due nazioni, sottomettendo per sempre il regno svedese all'egemonia russa nei mari del nord. L'unico tentativo per evitare tutto questo sembrò a Gustavo III quello di intentare un colpo di Stato per preservare l'indipendenza della nazione.

Gustavo III in un ritratto del 1777

Fu a questo punto che Gustavo III venne avvicinato da Jacob Magnus Sprengtporten, un nobiluomo finlandese che già si era scontrato con i partiti per l'idea di una rivoluzione. Egli prese possesso della fortezza di Sveaborg con un colpo di mano su invito segreto di Gustavo III, per poi raggiungere il re e i suoi amici presso Stoccolma. I complotti vennero quindi rafforzati da Johan Christopher Toll, anch'egli vittima dei contrasti con i partiti svedesi. Toll propose di sollevare una seconda rivolta nella provincia della Scania e di prendere possesso della fortezza di Kristianstad a sud. Dopo diversi dibattiti, alla fine, anche il suo progetto venne avallato segretamente dal re.
Carlo, il maggiore dei fratelli minori del re, venne quindi formalmente incaricato di mobilitare tutte le guarnigioni delle fortezze della Svezia meridionale per reprimere la rivolta a Kristianstad, ma, quando giunse nei pressi delle fortezze stesse, si accomunò con i ribelli e marciò da sud verso la capitale con le nuove truppe del re. Questa stessa operazione rivoluzionaria venne sottoscritta dal finanziere Nicolas Beaujon e dall'ambasciatore svedese in Francia, il conte Gustav Philip Creutz.

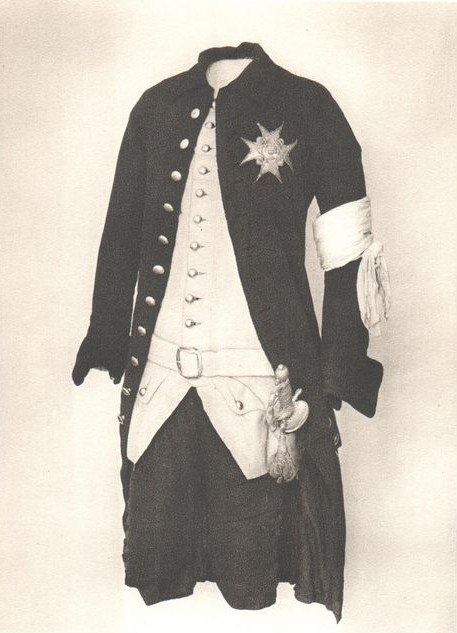
L'uniforme di Gustavo III indossata nel 1772

Il 6 agosto 1772 Toll riuscì a espugnare la fortezza di Kristianstad. Il 16 agosto Sprengtporten ebbe successo nel prendere Sveaborg e quello stesso giorno il capo del partito conservatore, Ture Rudbeck, giunse a Stoccolma con notizie di nuove insurrezioni a sud e Gustavo stesso si trovò isolato nel bel mezzo dei suoi nemici. Sprengtporten era impegnato ancora in Finlandia e Toll era a diversi chilometri di distanza e comunque ancora molto tempo sarebbe passato nella presa della capitale e, nell'attesa del loro aiuto, il re si risolse a tergiversare le posizioni.
Egli decise quindi di muoversi in maniera diretta e precisa. La sera del 18 agosto tutti gli alti ufficiali di stanza alla corte ebbero il messaggio segreto di riunirsi nella grande piazza davanti all'arsenale per la mattina successiva. Alle 10 del 19 agosto Gustavo salì sul proprio cavallo e si recò verso l'arsenale, venendo raggiunto sulla strada da un folto stuolo di sostenitori e prese la testa dei 200 ufficiali riuniti al suo comando. Dopo la consueta parata si recò nel palazzo dell'arsenale per esporre il proprio piano: "Se mi seguirete" disse Gustavo III "così come i vostri antenati seguirono Gustavo Vasa e Gustavo Adolfo, io metterò con voi a repentaglio la mia stessa vita e il mio sangue per voi e per la salvezza della nostra madrepatria!" e la risposta fu pronta: "Seguiremo il sacrificio di sangue e vita al fianco di Vostra Maestà".
Nel frattempo i componenti del Riksråd e il suo presidente, Rudbeck, erano stati arrestati e messi al sicuro dalla marina reale svedese. A questo punto Gustavo compì un tour della città e venne ovunque ricevuto da folle entusiaste delle sue azioni che lo acclamavano come il liberatore. Venne composta per l'occasione una canzone da Carl Michael Bellman dal titolo Gustafs skål.

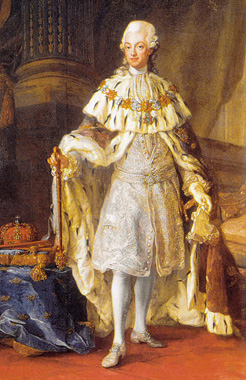
Gustavo III in un ritratto di Lorens Pasch il Giovane

La sera del 20 agosto gli araldi regi percorrevano ormai le strade della città proclamando che il mattino seguente gli Stati Generali sarebbero stati convocati a palazzo; ogni deputato assente sarebbe stato dichiarato nemico del paese e del re. Il 21 agosto gli Stati vennero riuniti e il re apparve nelle piene vesti regali prendendo sede sul proprio trono e pronunciando la famosa filippica, che viene ancora vista come un pezzo grandioso dell'oratoria svedese, con la quale evidenziò la nota poco patriottica e la venialità dei partiti politici:
(Gustavo III di Svezia)
Venne pertanto varato in quell'occasione il processo per una nuova costituzione che venne accettata all'unanimità da tutti i partiti e il parlamento venne sciolto.

### Tra costituzionalismo e assolutismo
Gustavo lavorò direttamente alle riforme del nuovo Stato nella stessa direzione di altri suoi sovrani contemporanei, all'insegna dell'illuminismo. La giustizia criminale venne maggiormente definita, la pena di morte venne abolita per molti crimini e venne completamente vietata la tortura. Egli prese parte attiva in tutti gli affari di stato, ma decise di convocare un nuovo consigliere da lui scelto da porre in senato.
Il rimedio per riparare la corruzione che era fiorita sotto i partiti di governo precedenti fu la fondazione del Göta Hovrätt, la corte suprema di giustizia con sede a Jönköping. Vennero anche intraprese delle riforme nell'amministrazione e nelle procedure penali. Nel 1774 un'ordinanza venne proclamata per provvedere alla libertà di stampa, pur con certi limiti stabiliti. Venne anche aumentata la capacità di difesa nazionale e la marina svedese venne ampliata, divenendo una delle più importanti in Europa. Le dilapidate finanze vennero riportate in auge dall'ordinanza economica (Riksdaler del 1776).
Gustavo inoltre introdusse nuove politiche economiche nazionali. Nel 1775 venne promosso il libero commercio del grano e vennero abolite un gran numero di tasse d'esportazione che nel tempo erano risultate oppressive per il commercio. La libertà religiosa venne garantita a cattolici ed ebrei e fu Gustavo stesso a disegnare e a rendere popolare il costume nazionale svedese (esso ancora oggi viene indossato nelle occasioni più importanti). Uno dei grandi successi del re fu la vendita dell'alcol riservata al monopolio di stato.
La sua politica estera fu in un primo momento cauta e ristretta a precisi ambiti. Il re convocò gli stati nell'assemblea di Stoccolma del 3 settembre 1778, ove si dimostrò ancora una volta l'ossequio del parlamento verso la parola del re, il che servì anche ad aprire gli occhi ai deputati, mostrando loro che il ruolo cui erano stati preposti stava andando via via divenendo sempre più secondario.

### La monarchia assoluta
Se il Riksdag del 1778 era stato calmo e favorevole al re, poco meno di dieci anni di questa sua politica avevano portato a profondi cambiamenti nella politica statale. Nel 1786 gli Stati generali vennero nuovamente convocati e Gustavo mostrò una sempre crescente determinazione a governare senza il parlamento, un passaggio che sempre più stava portando la Svezia all'adozione di un semi-assolutismo. Allo stesso tempo la politica estera era divenuta sempre più avventurosa.
In un primo momento Gustavo III aveva balenato l'idea di ottenere il supporto della Russia per strappare la Norvegia alla Danimarca. Quando però Caterina II di Russia si rifiutò di abbandonare la sua alleanza con la Danimarca, Gustavo dichiarò guerra alla Russia: era il giugno del 1788. Questa fu un'azione avventata, in quanto la Svezia era già impegnata profondamente nella guerra contro l'impero ottomano a sud. Con l'imbarcarsi in una guerra di aggressione senza il consenso degli stati generali, Gustavo aveva formalmente violato quelle stesse norme costitutive che egli aveva siglato nel 1772, il che portò a numerose rivolte interne e ammutinamenti. La Danimarca, di conseguenza, dichiarò guerra alla Svezia in supporto alla Russia, ma venne presto messa a tacere dalla diplomazia inglese e prussiana favorevole alla Svezia.
Ritornato in Svezia, Gustavo III raccolse l'indignazione popolare contro gli ammutinamenti e le ribellioni e arrestò i capi delle varie rivolte. Egli convocò nuovamente il Riksdag all'inizio del 1789, siglando il 17 febbraio di quello stesso anno un Atto di Unione e Sicurezza con il consenso dei tre Stati. Questo rafforzò ulteriormente il potere monarchico, anche se gli Stati generali continuarono formalmente a detenere il pieno potere in Svezia. Con questo decreto, inoltre, Gustavo pose fine ad alcune ingiustizie, abolendo alcuni antichi privilegi della nobiltà svedese.

### La guerra russo-svedese (1788–1790)

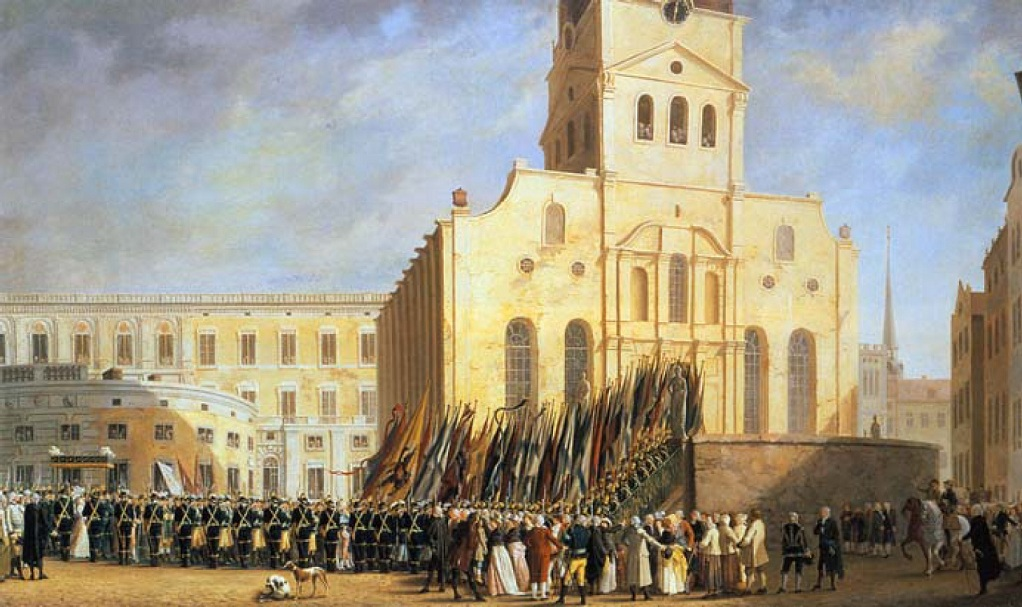
I trofei della battaglia di Svensksund portati nella cattedrale di Stoccolma, dipinto di Pehr Hilleström

Tra il 1789 e il 1790 Gustavo condusse la guerra con l'Impero russo, vincendo la battaglia di Svensksund il 9 luglio 1790, ricordata nella storia della Svezia come una delle maggiori battaglie navali condotte dalla regia marina. I russi persero nello scontro un terzo della loro flotta e circa 7.000 uomini. Un mese dopo, il 14 agosto 1790, venne siglata la pace tra Russia e Svezia, che prese il nome di Pace di Värälä. Solo otto mesi prima Caterina II di Russia aveva dichiarato che "l'odiosa e rivoltante aggressione" perpetrata dal re di Svezia sarebbe stata "dimenticata" unicamente se egli avesse "giurato la propria volontà di giungere a un accordo di pace che garantisse l'amnistia illimitata a tutti i ribelli nell'osservanza di una pace duratura anche nel futuro".
Il Trattato di Värälä salvò inoltre la Svezia da ogni altra concessione umiliante cui sarebbe stata costretta in caso di perdita dello scontro; nell'ottobre del 1791 Gustavo III concluse un'alleanza di otto anni con la zarina Caterina II di Russia, la quale si impegnava inoltre a un pagamento di 300.000 rubli annui. Gustavo si fece quindi promotore, dopo la pacificazione del nord, di una lega di principi per combattere il club dei giacobini che andava diffondendosi in Francia con i primordi della Rivoluzione francese. La sua profonda conoscenza delle masse popolari e delle assemblee lo rese una delle figure più influenti in Europa per tentare di arginare lo scoppio della rivoluzione in Francia. Egli incontrò una certa indifferenza da parte delle altre potenze del continente, il che fu l'inizio della sua decadenza.

### L'assassinio

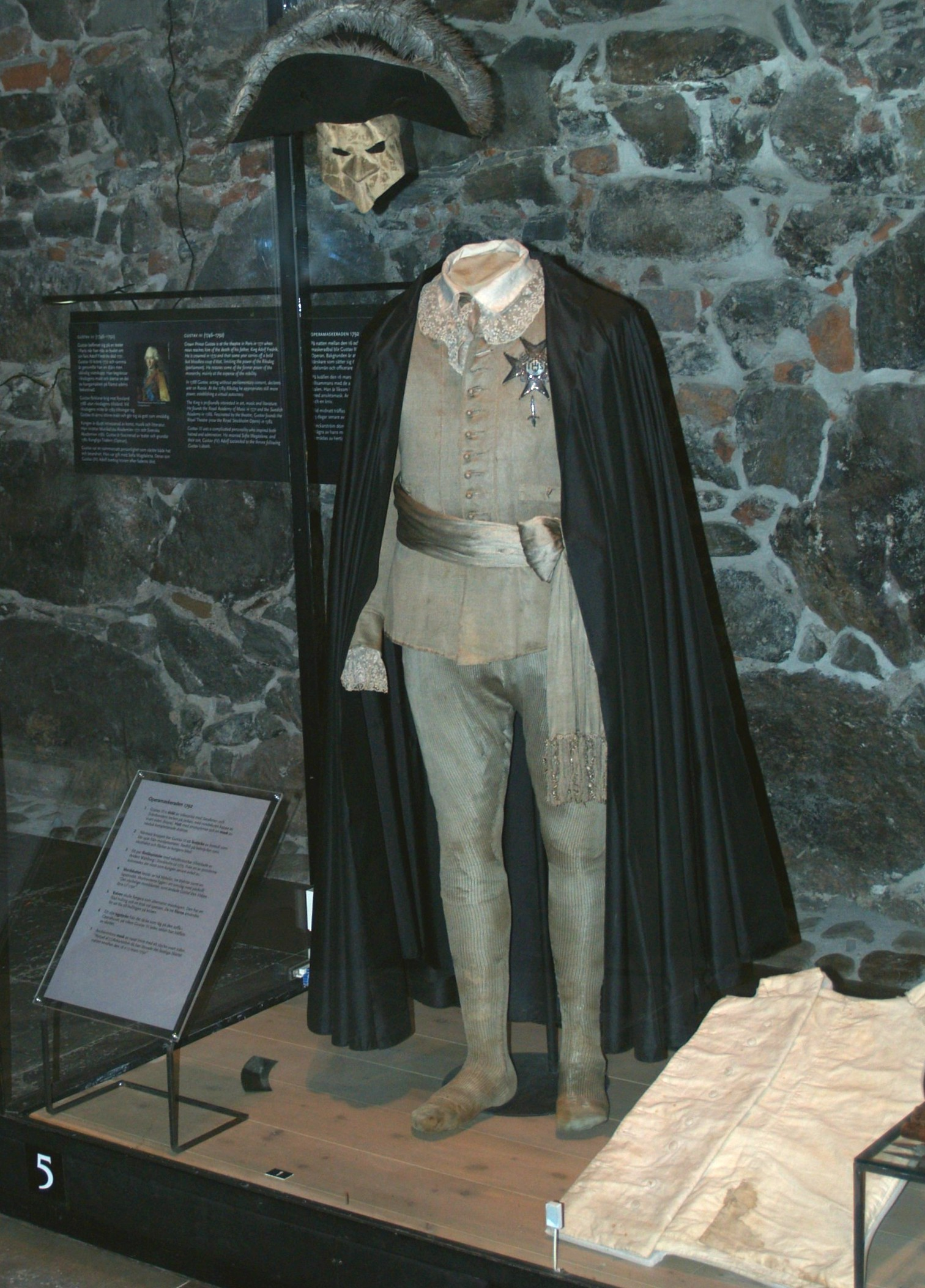
Il costume indossato da Gustavo III la sera del suo attentato, conservato oggi presso la Livrustkammaren

La figura politica di Gustavo III era andata negli ultimi anni del suo governo sempre più compromettendosi, a tal punto da spingerlo a cadere vittima di una cospirazione aristocratica. Venne convocata una festa in maschera al teatro reale di Stoccolma per la mezzanotte del 16 marzo 1792. Gustavo era giunto prima per cenare assieme a degli amici. Durante la cena egli ricevette una lettera anonima che lo avvisava di un possibile attentato alla sua vita, ma il re era abituato a ricevere questo tipo di intimidazioni e decise di non porre eccessiva attenzione al problema.
Dopo il desinare, decise di lasciare gli appartamenti di rappresentanza per prendere parte al ballo in maschera. Poco dopo il suo ingresso in sala, venne avvicinato da Jacob Johan Anckarström e dai suoi complici cospiratori Claes Horn e Adolf Ribbing. Il re, pur da mascherato, era facilmente riconoscibile, poiché indossava le insegne degli ordini cavallereschi del regno e come tale era un facile bersaglio. I tre indossavano tutti delle maschere di colore nero e si accostarono al re sussurrandogli in francese queste parole:
Anckarström si spostò alle spalle del re e con un colpo di pistola lo ferì. Il re, a questo punto, esclamò a gran voce in francese:
Immediatamente Gustavo III venne portato nei suoi appartamenti e tutte le uscite del teatro vennero subito bloccate per impedire ai cospiratori di fuggire. Anckarström venne arrestato e la mattina seguente confessò l'attentato, pur negando la cospirazione sin quando non venne informato dell'arresto anche di Horn e Ribbing, facendo quindi piena confessione. Il re, intanto, non era stato colpito a morte, ma solo ferito e, non appena si riprese, continuò a esercitare le sue funzioni di capo dello Stato, ma la ferita si infettò e il 29 marzo Gustavo III morì. Le sue ultime parole furono:

## Contributi alla cultura

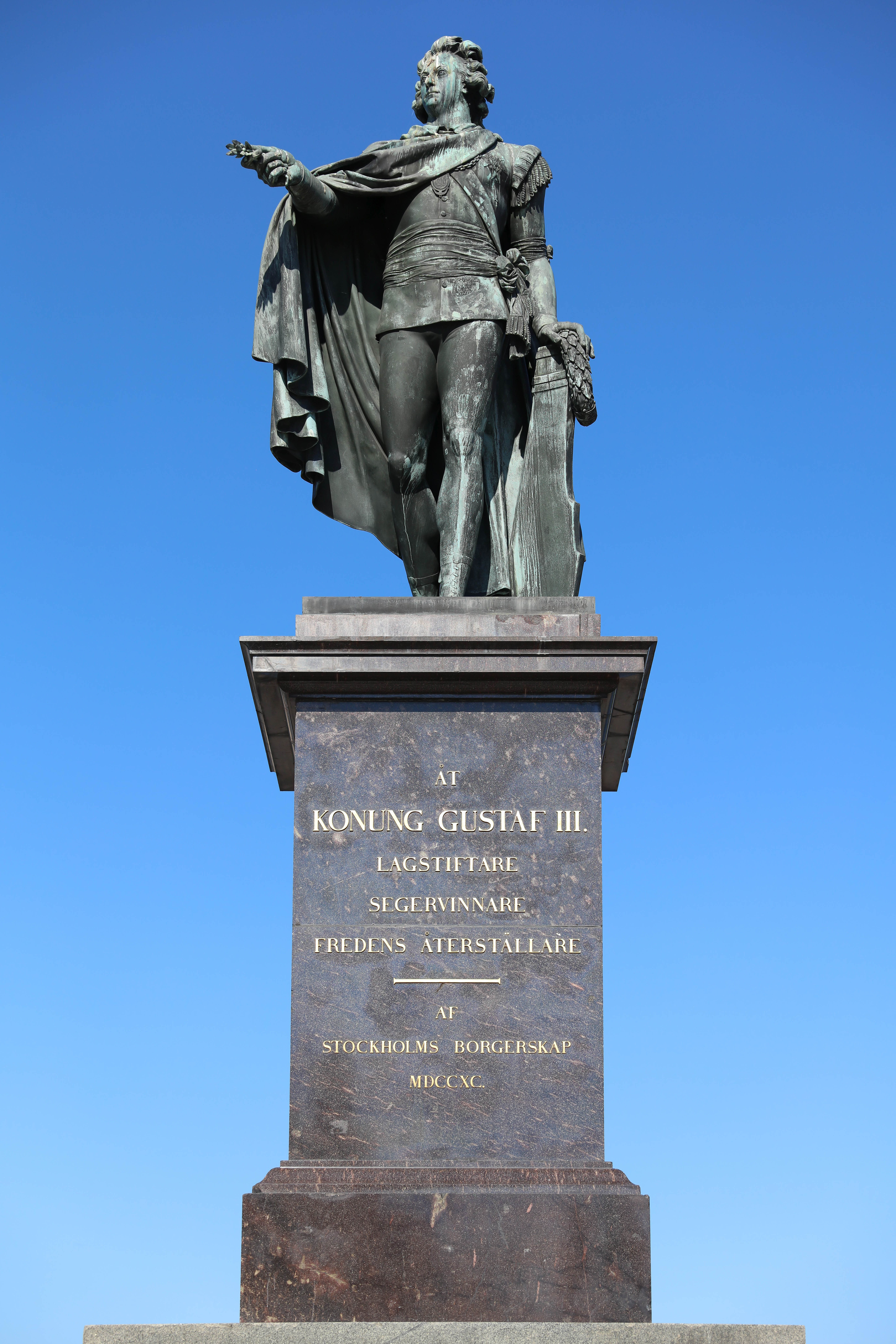
Gustavo III raffigurato nelle sembianze dell'Apollo del Belvedere come immagine della cultura e dell'arte, in una statua a Skeppsbron eseguita da Johan Tobias Sergel.

Anche se spesso viene accusato di essere stato un personaggio stravagante, Gustavo III fu uno dei sovrani più importanti del XVIII secolo e grande protettore delle arti e della letteratura svedese. Gustavo III era attratto da ogni forma di arte e poesia e si dedicava sovente alla scrittura di opere teatrali, in particolare dopo la fondazione del teatro reale, il Kungliga Teatern, dove venivano messe in scena i suoi drammi storici, promuovendo le carriere di molti cantanti e attori tra cui Fredrique Löwen e Lars Hjortsberg, oltre a Elisabeth Olin e Christoffer Christian Karsten.
Nel 1773 Gustavo III fondò l'Opera reale svedese sotto la sfera d'influenza del Kungliga Teatern. Un nuovo teatro venne costruito nel 1775 e inaugurato nel 1782, connesso con il palazzo di Stoccolma attraverso il ponte di Norrbro. Fino al 1788 tutto avveniva nello stesso teatro, ma successivamente Gustavo III fondò il Regio Teatro Drammatico dietro l'Opera reale svedese specificatamente dedicato alle tragedie. Nel 1780 Gustavo divenne massone e introdusse in Svezia il rito dell Stretta Osservanza Templare, del quale fu membro con il nome d'Ordine di Eques a Tribus Coronis. Quell'anno egli nominò suo fratello, il duca di Södermanland (poi Carlo XIII di Svezia), all'incarico di gran maestro della Gran Loggia di Svezia. La Gran Loggia gli conferiva il titolo specifico di "Vicarius Salomonis" (Vicario di Solomone). Si recò apposta a Firenze per fare visita a Carlo Edoardo Stuart, che gli rilasciò una patente di Gran Maestro dell'Ordine Templare.

### L'opera
Gustavo III accolse presso di sé anche alcuni compositori operistici rilevanti di origine tedesca come Johann Gottlieb Naumann, Georg Joseph Vogler e Joseph Martin Kraus. Tutti e tre ebbero successo nel combinare la loro origine musicale con lo stile drammatico nazionale svedese, sempre sotto la supervisione del re. È universalmente noto che il contributo dato da Gustavo III all'arte svedese sia stato cruciale e sia ancora oggi fondamentale per la cultura di Svezia su molteplici fronti. L'era dell'opera svedese del Settecento viene non a caso chiamata anche Opera gustaviana.

## Il colonialismo svedese: Saint-Barthélemy e Gustavia
Fu sotto re Gustavo III che la Svezia ottenne nel 1785 la piccola isola caraibica di Saint-Barthélemy dalla Francia in cambio dei diritti commerciali a Göteborg. La capitale dell'isola venne chiamata Gustavia in onore di Gustavo III. Nel 1878 l'isola venne rivenduta alla Francia ma ancora oggi molte località e vie riportano nomi svedesi e addirittura lo stemma dell'isola riporta ancora oggi le tre corone, simbolo nazionale della Svezia.

### Tentativo di colonizzare l'Australia 1786–1787
Quando gli inglesi si stavano preparando a colonizzare la Baia di Botany, il governo di Gustavo III fu concorde nello sponsorizzare la proposta di William Bolts di colonizzare la Nuyts Land (a sud-ovest dell'Australia). La guerra con la Russia fece poi abbandonare questo progetto.

## Matrimonio e figli

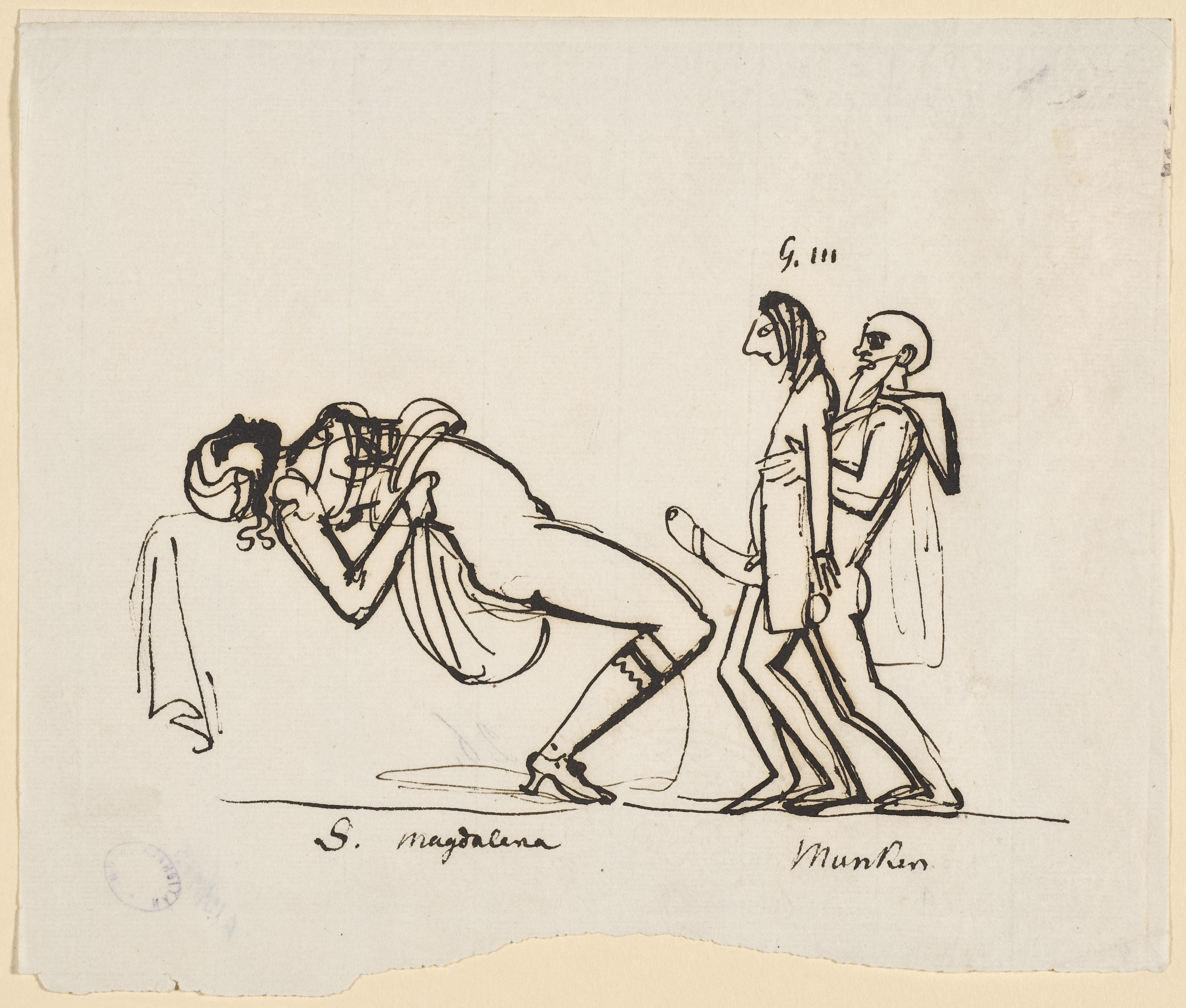
Consumazione del matrimonio di re Gustavo con Sofia Maddalena con l'aiuto dell'amico Munck (caricatura).

Il 1º ottobre 1766 al Palazzo di Christiansborg a Copenaghen, Gustavo sposò per procura Sofia Maddalena di Danimarca (1746-1813), figlia del re Federico V di Danimarca e Norvegia (1723-1766) e della regina Luisa di Hannover (1724-1751). La coppia venne sposata de facto il 4 novembre 1766 a Stoccolma. L'unione fu infelice per l'incompatibilità dei caratteri dei due giovani, ma anche per le continue interferenze della regina madre negli affari privati della coppia. Malgrado questo i due ebbero due figli:
- Gustavo Adolfo, nato nel 1778 e morto nel 1837, futuro re con il nome di Gustavo IV Adolfo, sposò nel 1797 Federica di Baden;
- Carlo Gustavo, nato nel 1782 e morto nel 1783, duca di Småland.

Per la consumazione del matrimonio il re richiese l'assistenza dell'amico Adolf Fredrik Munck il che fece rumoreggiare che Gustavo non fosse il padre dei propri figli in quanto all'epoca veniva ritenuto omosessuale, soprattutto dopo gli stretti rapporti personali che aveva intrattenuto con il conte Axel von Fersen e il barone Gustaf Mauritz Armfelt.

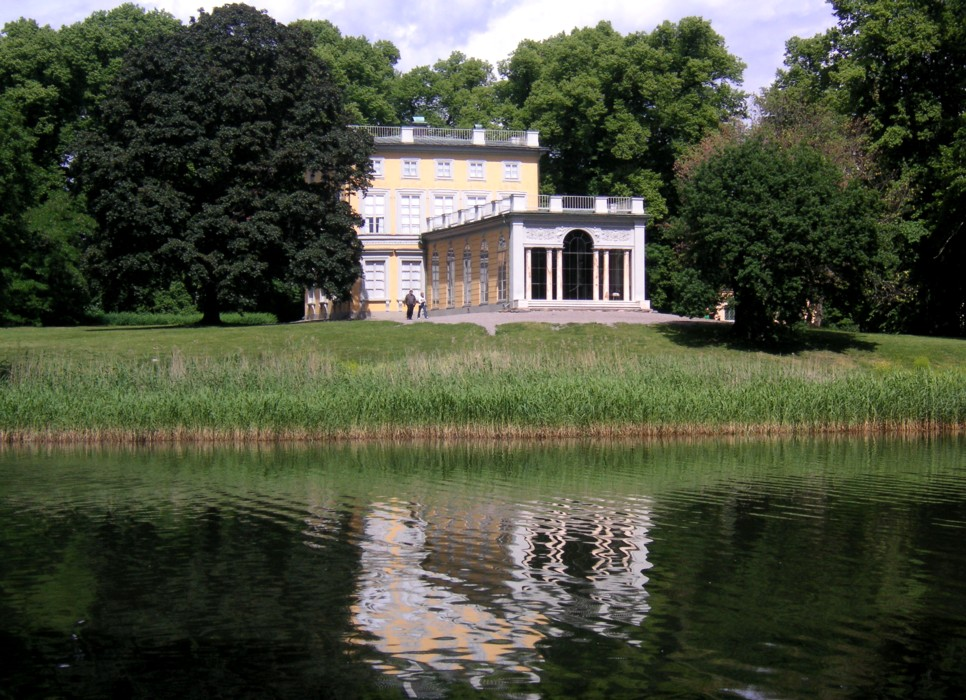
Il Padiglione di Gustavo III a Parco di Haga in stile Gustaviano.

## Curiosità
- Il re Gustavo III ordinò nel 1771 un noto esperimento sul caffè, per verificare scientificamente se tale bevanda fosse nociva per la salute. Per fare ciò si servì di due gemelli detenuti nelle carceri svedesi per omicidio: dopo avergli commutato la pena di morte in ergastolo, impose loro per tutta la vita di consumare tre tazze di caffè al giorno per uno e di tre tazze di tè per l'altro. Pare che sia invecchiato meglio il gemello costretto a bere il caffè, mentre il bevitore di tè morì prima, a 83 anni.[10] Gustavo III non poté mai conoscere l'esito dell'esperimento, poiché venne assassinato prima della morte dei gemelli.
- Tutta la città di Stoccolma risente delle modifiche apportate nel XVIII secolo da Gustavo III, in particolare il Padiglione, in tipico stile Gustaviano, fu costruito negli anni 1780, è un capolavoro architettonico del più famoso architetto del periodo Louis Masreliez.
- All'episodio dell'assassinio del monarca si ispirò Antonio Somma per il libretto dell'opera lirica Un ballo in maschera (1859) di Giuseppe Verdi, a sua volta tratto dal libretto Gustave III, ou Le Bal masqué (1833) scritto da Eugène Scribe per Daniel Auber.

## Ascendenza
|                                       |                       |                                   | Genitori                                               |  |  | Nonni |  |  | Bisnonni                              |  |  | Trisnonni                        |  |
|                                       |                       |                                   |                                                        |  |  |       |  |  | Cristiano Alberto di Holstein-Gottorp |  |  | Federico III di Holstein-Gottorp |  |
|                                       |                       |                                   |                                                        |  |  |       |  |  | Cristiano Alberto di Holstein-Gottorp |  |  | Federico III di Holstein-Gottorp |  |
|                                       |                       | Maria Elisabetta di Sassonia      |                                                        |  |  |       |  |  | Cristiano Alberto di Holstein-Gottorp |  |  |                                  |  |
| Cristiano Augusto di Holstein-Gottorp |                       |                                   |                                                        |  |  |       |  |  | Cristiano Alberto di Holstein-Gottorp |  |  |                                  |  |
|                                       |                       | Federica Amalia di Danimarca      | Federico III di Danimarca                              |  |  |       |  |  |                                       |  |  |                                  |  |
|                                       |                       | Federica Amalia di Danimarca      | Federico III di Danimarca                              |  |  |       |  |  |                                       |  |  |                                  |  |
|                                       |                       | Federica Amalia di Danimarca      | Sofia Amelia di Brunswick-Lüneburg                     |  |  |       |  |  |                                       |  |  |                                  |  |
| Adolfo Federico di Svezia             |                       | Federica Amalia di Danimarca      |                                                        |  |  |       |  |  |                                       |  |  |                                  |  |
|                                       |                       | Federico VII di Baden-Durlach     | Federico VI di Baden-Durlach                           |  |  |       |  |  |                                       |  |  |                                  |  |
|                                       |                       | Federico VII di Baden-Durlach     | Federico VI di Baden-Durlach                           |  |  |       |  |  |                                       |  |  |                                  |  |
|                                       |                       | Federico VII di Baden-Durlach     | Cristina Maddalena del Palatinato-Zweibrücken-Kleeburg |  |  |       |  |  |                                       |  |  |                                  |  |
| Albertina Federica di Baden-Durlach   |                       | Federico VII di Baden-Durlach     |                                                        |  |  |       |  |  |                                       |  |  |                                  |  |
|                                       |                       | Augusta Maria di Holstein-Gottorp | Federico III di Holstein-Gottorp                       |  |  |       |  |  |                                       |  |  |                                  |  |
|                                       |                       | Augusta Maria di Holstein-Gottorp | Federico III di Holstein-Gottorp                       |  |  |       |  |  |                                       |  |  |                                  |  |
|                                       |                       | Augusta Maria di Holstein-Gottorp | Maria Elisabetta di Sassonia                           |  |  |       |  |  |                                       |  |  |                                  |  |
| Gustavo III di Svezia                 |                       | Augusta Maria di Holstein-Gottorp |                                                        |  |  |       |  |  |                                       |  |  |                                  |  |
|                                       | Federico I di Prussia | Federico Guglielmo di Brandeburgo |                                                        |  |  |       |  |  |                                       |  |  |                                  |  |
|                                       | Federico I di Prussia | Federico Guglielmo di Brandeburgo |                                                        |  |  |       |  |  |                                       |  |  |                                  |  |
|                                       | Federico I di Prussia | Luisa Enrichetta d'Orange         |                                                        |  |  |       |  |  |                                       |  |  |                                  |  |
| Federico Guglielmo I di Prussia       | Federico I di Prussia |                                   |                                                        |  |  |       |  |  |                                       |  |  |                                  |  |
|                                       |                       | Sofia Carlotta di Hannover        | Ernesto Augusto di Brunswick-Lüneburg                  |  |  |       |  |  |                                       |  |  |                                  |  |
|                                       |                       | Sofia Carlotta di Hannover        | Ernesto Augusto di Brunswick-Lüneburg                  |  |  |       |  |  |                                       |  |  |                                  |  |
|                                       |                       | Sofia Carlotta di Hannover        | Sofia del Palatinato                                   |  |  |       |  |  |                                       |  |  |                                  |  |
| Luisa Ulrica di Prussia               |                       | Sofia Carlotta di Hannover        |                                                        |  |  |       |  |  |                                       |  |  |                                  |  |
|                                       |                       | Giorgio I d'Inghilterra           | Ernesto Augusto di Brunswick-Lüneburg                  |  |  |       |  |  |                                       |  |  |                                  |  |
|                                       |                       | Giorgio I d'Inghilterra           | Ernesto Augusto di Brunswick-Lüneburg                  |  |  |       |  |  |                                       |  |  |                                  |  |
|                                       |                       | Giorgio I d'Inghilterra           | Sofia del Palatinato                                   |  |  |       |  |  |                                       |  |  |                                  |  |
| Sofia Dorotea di Hannover             |                       | Giorgio I d'Inghilterra           |                                                        |  |  |       |  |  |                                       |  |  |                                  |  |
|                                       |                       | Sofia Dorotea di Celle            | Giorgio Guglielmo di Brunswick-Lüneburg                |  |  |       |  |  |                                       |  |  |                                  |  |
|                                       |                       | Sofia Dorotea di Celle            | Giorgio Guglielmo di Brunswick-Lüneburg                |  |  |       |  |  |                                       |  |  |                                  |  |
|                                       |                       | Sofia Dorotea di Celle            | Éléonore d'Esmier d'Olbreuse                           |  |  |       |  |  |                                       |  |  |                                  |  |
|                                       |                       | Sofia Dorotea di Celle            |                                                        |  |  |       |  |  |                                       |  |  |                                  |  |